# Ray Robson
Ray Robson (* 25. Oktober 1994 auf Guam) ist ein US-amerikanischer Schachspieler.

## Leben
Robson kam als Sohn eines Linguistikprofessors und einer Chinesin in Guam zur Welt. Wenig später zogen seine Eltern mit ihm nach Largo (Florida). Robson lernte als Dreijähriger die Schachregeln von seinem Vater. Er gewann bald darauf zahlreiche Schülerturniere, darunter im Jahr 2005 in Nashville das „Super Nationals“. Robson vertrat die USA bei mehreren Jugendweltmeisterschaften und Panamerikanischen Jugendmeisterschaften zwischen 2004 und 2007. Im Jahr 2006 errang er den Nationalen Meistertitel der USA, zwei Jahre darauf verlieh ihm die FIDE den Titel Internationaler Meister (IM). Die erforderlichen IM-Normen erfüllte er beim 6th North American FIDE im Oktober und November 2007 in Chicago, beim UTD GM Invitational im Dezember 2007 in Richardson (Texas) sowie im März 2008 beim Reykjavík Open. Robson war damals der jüngste Internationale Meister in den USA.
Er qualifizierte sich für die Landesmeisterschaft der Erwachsenen 2007 in Stillwater (Oklahoma) und war mit zwölf Jahren der jüngste Teilnehmer in der Geschichte der US-Meisterschaften. Mit 3,5 aus 9 Punkten erzielte er ein achtbares Ergebnis. 2008 wurde er geteilter Erster bei der Meisterschaft von Florida. Im Folgejahr gewann er die US-Juniorenmeisterschaft in Milwaukee vor Salvijus Berčys und Alex Lenderman. 2009 erhielt er die Samford Fellowship, ein einjähriges Stipendium für den talentiertesten Nachwuchsspieler der USA. Robson besuchte keine öffentliche Schule, sondern wurde zuhause unterrichtet. Sein Schachtrainer ist Alexander Onischuk.
Im August 2009 erzielte Robson beim Arctic Chess Challenge in Tromsø seine erste Norm für den Titel eines Großmeisters. Weitere Normen erreichte er beim 23. North American FIDE Invitational in Skokie und im Oktober desselben Jahres bei der Pan-American Junior Championship in Montevideo. Damit erfüllte Robson im Alter von 14 Jahren, 11 Monaten und 16 Tagen die Voraussetzungen zur Titelverleihung und löste Anish Giri als jüngster Großmeister ab.
Robson nahm dreimal am Schach-Weltpokal teil. Während er 2009 und 2011 in der ersten Runde scheiterte, erreichte er 2013 durch einen Sieg gegen Andrij Wolokitin die zweite Runde, in der er Wassyl Iwantschuk unterlag.

## Nationalmannschaft
Robson nahm mit der Mannschaft der Vereinigten Staaten an der Schacholympiade 2012, den Mannschaftsweltmeisterschaften 2010 (bei der die USA den zweiten Platz belegte) und 2013 und der panamerikanischen Mannschaftsmeisterschaft 2013 teil, die er mit der Mannschaft gewann. 
Bei der Schacholympiade 2016 stand er erneut im Team der USA, welches den 1. Platz erreichte.